# サイダーかん
サイダーかんは、サイダーと寒天を原料とする静岡県富士市に特有の洋生菓子の一種。

## 概要
昭和40年代、富士市の学校給食栄養士だった紺野祐子が、自身が幼少期に母親がおやつとして作ってくれたものを学校給食に提供したのが始まりである。
学校給食の夏季の人気デザートとして、7月から9月頃に、月に1回程度の頻度で提供され、富士市の学校給食オリジナルメニューとして人気がある。
味はほんのり甘く、口当たりはプルプルしているが、口に入れるとサイダーのシュワシュワした舌ざわりが感じられる。
「サイダーかん」という名前の由来は「サイダーの入った寒天」から来ている。
近年では、この菓子でまちおこしをしようとする企業も出てきている。